# Hugo Weczerek
Hugo Weczerek (17 de diciembre de 1909-14 de diciembre de 1984) fue un deportista austríaco que compitió en esgrima, especialista en la modalidad de florete. Ganó una medalla de bronce en el Campeonato Mundial de Esgrima de 1937, en la prueba por equipos.

## Palmarés internacional
| Campeonato Mundial | Campeonato Mundial | Campeonato Mundial | Campeonato Mundial  |
| Año                | Lugar              | Medalla            | Prueba              |
| ------------------ | ------------------ | ------------------ | ------------------- |
| 1937               | París (Francia)    | Medalla de bronce  | Florete por equipos |